# Бруно Карранса
Хосе Бруно Карранса Рамірес (ісп. José Bruno Carranza Ramírez; 5 жовтня 1822 — 25 січня 1891) — державний і політичний діяч, виконував обов'язки президента Коста-Рики від квітня до серпня 1870 року.

## Біографія
Народився в родині Мігеля Карранси Фернандеса (заступника начальника штабу від 1838 до 1841 року) й Хоакіни Рамірес Гарсії. Був членом костариканської масонської ложі.
У лютому 1840 року Карранса вирушив до Гватемали в супроводі свого брата Рамона та Хосе Антоніо Пінто, щоб продовжити навчання в університеті. 19 серпня 1843 року закінчив Університет Сан-Карлос зі ступенем бакалавра медицини.
Повернувшись на батьківщину, Карранса зайнявся медичною практикою як приватний лікар, а також у шпиталі Сан-Хуан-де-Діос, а 29 грудня 1846 року одружився з Херонімою Монтеалегре Фернандес, сестрою майбутнього президента Хосе Марії Монтеалегре.
Пізніше обіймав посаду головного інспектора з вакцинації. 1856 року вирушив до Нікарагуа як військовий лікар під час війни проти Вільяма Вокера, але майже одразу був змушений повернутись через відступ костариканської армії, спричинений епідемією холери у військах.
Окрім роботи лікарем, Карранса мав успіхи у журналістиці, випускаючи кілька газет. Він також брав участь у різних ділових і комерційних проєктах, володів кавовими плантаціями, книжковою крамницею й аптекою.
За часів урядування Хуана Рафаеля Мори Порраса Карранса кілька разів був депутатом. 1857 року відповідав за дипломатичну місію до Сальвадору, представляв Сан-Хосе в Установчих зборах 1869 року, хоч невдовзі після обрання пішов з посади. Кілька разів зазнавав переслідувань з політичних мотивів з боку опонентів.
В результаті військового перевороту, що відбувся 27 квітня 1870 року Карранса прийшов до влади з титулом «Тимчасового правителя Республіки». За часів його адміністрації було вжито заходів на користь свободи віросповідання та прийнято закон про гарантії, що вперше в історії Коста-Рики заборонив смертну кару. Було ухвалено правила, що регулювали діяльність державних установ, а також проведено вибори до Установчих зборів.
Головною постаттю кабінету Карранси був гватемальський адвокат Лоренсо Монтуфар Рівера, міністр закордонних справ і культури, відомий своїм антиклерикалізмом.
Через суперечки з головнокомандувачем армії Томасом Ґвардією Ґутьєрресом 8 серпня 1870 року Карранса подав у відставку, яку Конгрес прийняв наступного дня. Наступним президентом став сам Ґвардія.
Згодом Карранса був членом Великої національної ради та повноважним послом Коста-Рики в Сальвадорі, з яким підписав договір Карранси-Арбісу.